# Shapleigh (Maine)
Shapleigh est une ville américaine située dans le Comté de York, dans le Maine. Selon le recensement de 2020, sa population est de 2 921 habitants.